# پونته د لیما
پونته د لیما (انگلیسی: Ponte de Lima) قدیمی ترین ویلا در پرتغال و بخشی از ناحیه ویانا دو کاستلو است. جمعیت در سال ۲۰۱۱، ۴۳۴۹۸ نفر، در مساحت ۳۲۰/۲۵ کیلومتر مربع بوده است.
این شهر از روی پل طولانی قرون وسطایی (پونته) که از روی رودخانه لیما می گذرد نامگذاری شده است.
شهردار فعلی ویکتور مندس است که توسط حزب مردم (CDS–PP) انتخاب شده است. این یکی از شش شهرداری پرتغال است که توسط این حزب اداره می شود. تعطیلات شهرداری ۲۰ سپتامبر است.